# Xbox One
Xbox One là một dòng máy chơi game điện tử gia đình do Microsoft phát triển. Ra mắt tháng 5 năm 2013, máy là phiên bản kế thừa của Xbox 360 và là hệ máy cơ bản thứ ba trong Dòng máy chơi trò chơi điện tử Xbox. Đầu tiên, máy phát hành ở Bắc Mỹ, một số khu vực của Châu Âu, Úc và Nam Mỹ vào tháng 11 năm 2013 rồi ở Nhật Bản, Trung Quốc và các nước Châu Âu khác vào tháng 9 năm 2014. Đây là máy chơi game Xbox đầu tiên được phát hành ở Trung Quốc, đặc biệt là trong Khu thương mại tự do Thượng Hải. Microsoft tiếp thị thiết bị này như một "hệ thống giải trí tất cả trong một", tạo thành tên gọi "Xbox One". Thuộc thế hệ thứ tám, máy chủ yếu cạnh tranh với PlayStation 4 của Sony và sau đó là Switch của Nintendo.

## Lịch sử

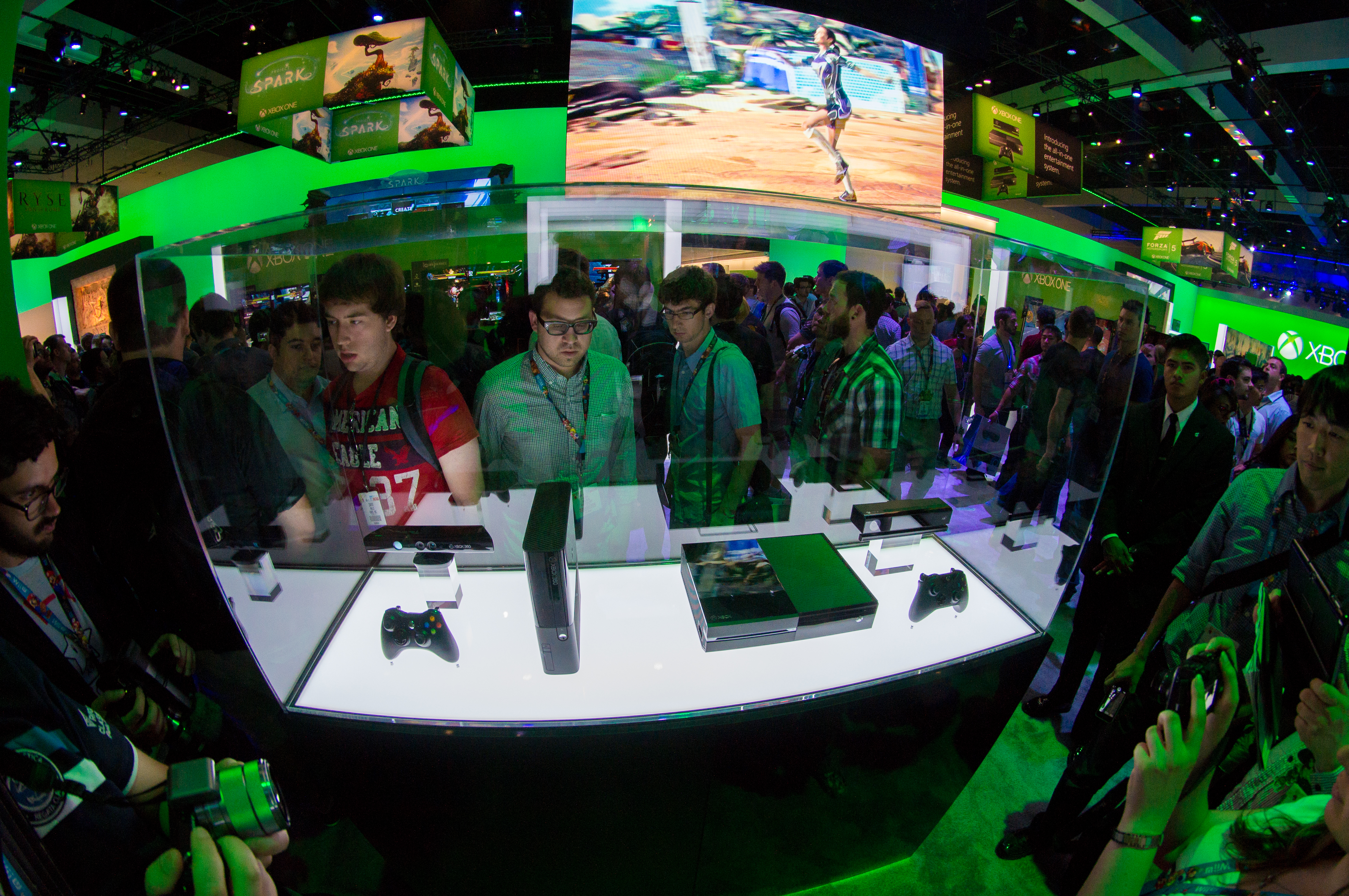
Xbox One tại E3 2013 cùng với mẫu Xbox 360 E

Xbox One là kế thừa của Xbox 360, máy chơi trò chơi điện tử trước đây của Microsoft, được giới thiệu vào năm 2005 và thuộc thế hệ thứ bảy. Trong những năm qua, 360 đã có thêm một số sửa đổi phần cứng nhỏ để giảm kích thước của thiết bị và cải thiện độ tin cậy của nó. năm 2010, Chris Lewis của Microsoft tuyên bố 360 đã đi được khoảng "nửa vòng đời"; điều này được hỗ trợ bởi sự ra đời của cảm biến chuyển động Kinectvào cùng năm, dẫn đến việc Lewis tuyên bố sẽ kéo dài vòng đời thêm 5 năm.

### Công bố và khởi chạy ban đầu
Trước khi ra mắt chính thức, có tin đồn cho rằng thế hệ máy chơi game Xbox tiếp theo sẽ là một hệ thống "luôn bật", đòi hỏi phải kết nối Internet liên tục, mặc dù Microsoft chưa bao giờ lên tiếng xác nhận. Điều này đã thu hút một số lo ngại từ người tiêu dùng, và càng tăng cao hơn khi nhân viên của  Microsoft Studios là Adam Orth tuyên bố trong một thông báo trên Twitter vào tháng 4 năm 2013 rằng: "Xin lỗi, tôi không hiểu những yếu tố bi hài kịch xung quanh việc có hệ máy nào đó 'luôn bật' ... Mọi thiết bị giờ đây đều 'luôn bật'. Đó là thế giới chúng ta đang sống. #Dealwithit ". Thông điệp của Orth càng khiến Microsoft phẫn nộ hơn, với những lo ngại về quản lý quyền kỹ thuật số và các hoạt động chống lại việc bán các trò chơi đã qua sử dụng với thiết bị "luôn bật". Orth quyết định rời Microsoft vài ngày sau đó do vấp phải phản ứng dữ dội. Bất chấp những tuyên bố của Microsoft sau tình hình, phủ nhận những tin đồn, tâm trạng u ám mà nó tạo ra vẫn kéo dài trong vài tháng tiếp theo.
Microsoft đã kết thúc sản xuất dòng Xbox One trong năm 2020 để chuẩn bị cho việc sản xuất phần cứng thế hệ tương lai.

## Phần cứng

### Bên trong
Xbox One được trang bị CPU gồm 8 nhân x86-64 sản xuất bởi AMD, RAM 8GB. Bộ nhớ trong 500GB và ổ đĩa Blu-ray. GPU cũng được sản xuất bởi AMD với tổng cộng 768 lõi. Về kết nối, nó có Gigabit Ethernet, Wifi và Wifi Direct.
Xbox One có khả năng chơi video độ phân giải 4K và hỗ trợ âm thanh vòm 7.1.
Xbox One chạy trên 3 hệ điều hành, một là Xbox OS, và một hệ điều hành khác chỉ có chức năng cho phép máy tương tác với 2 hệ điều hành ảo. Máy có chức năng điều khiển bằng giọng nói, và Xbox Live cho phép chơi trực tuyến với nhau.

### Xbox One S

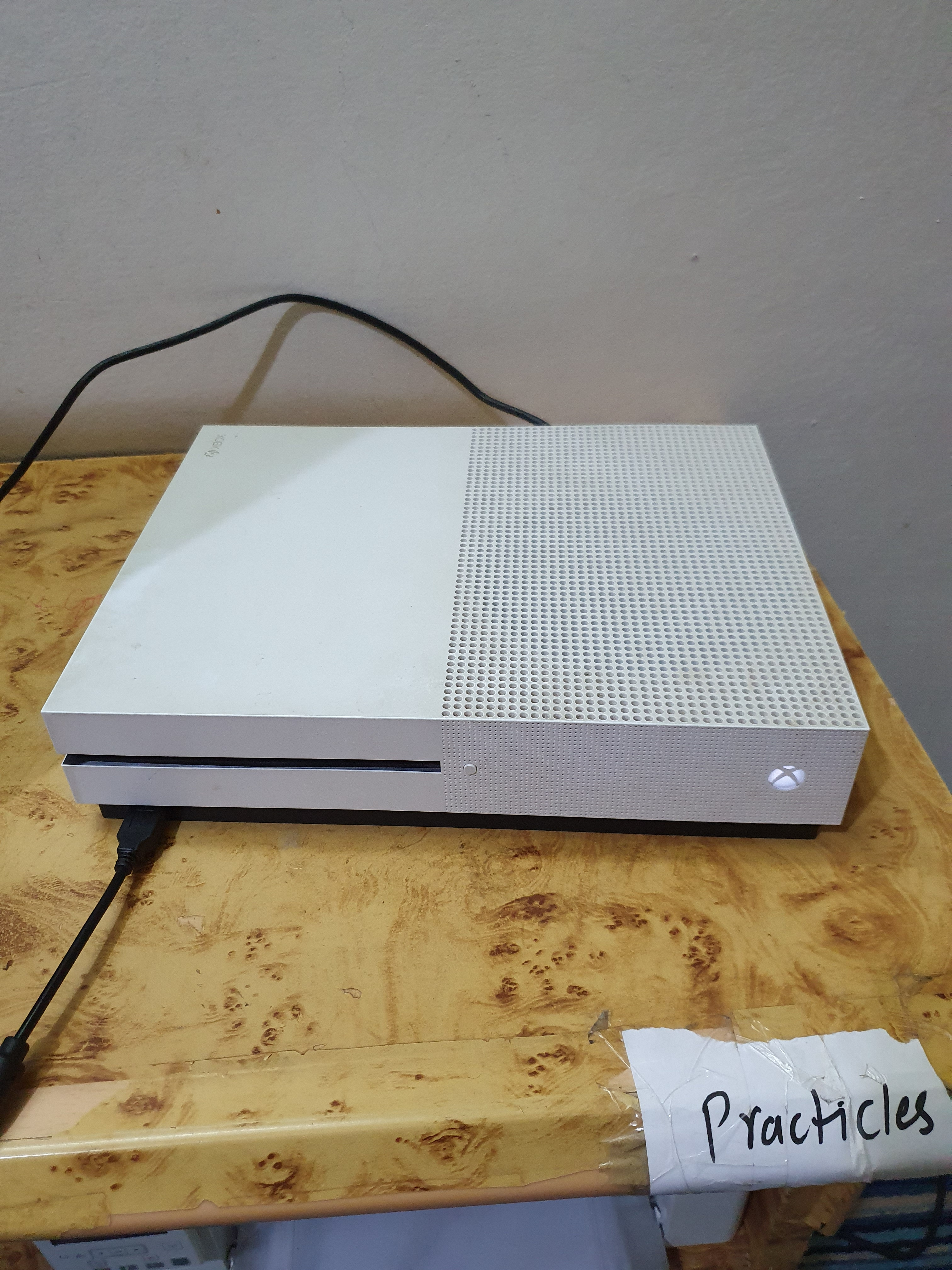
Máy Xbox One S màu trắng

### Xbox One X

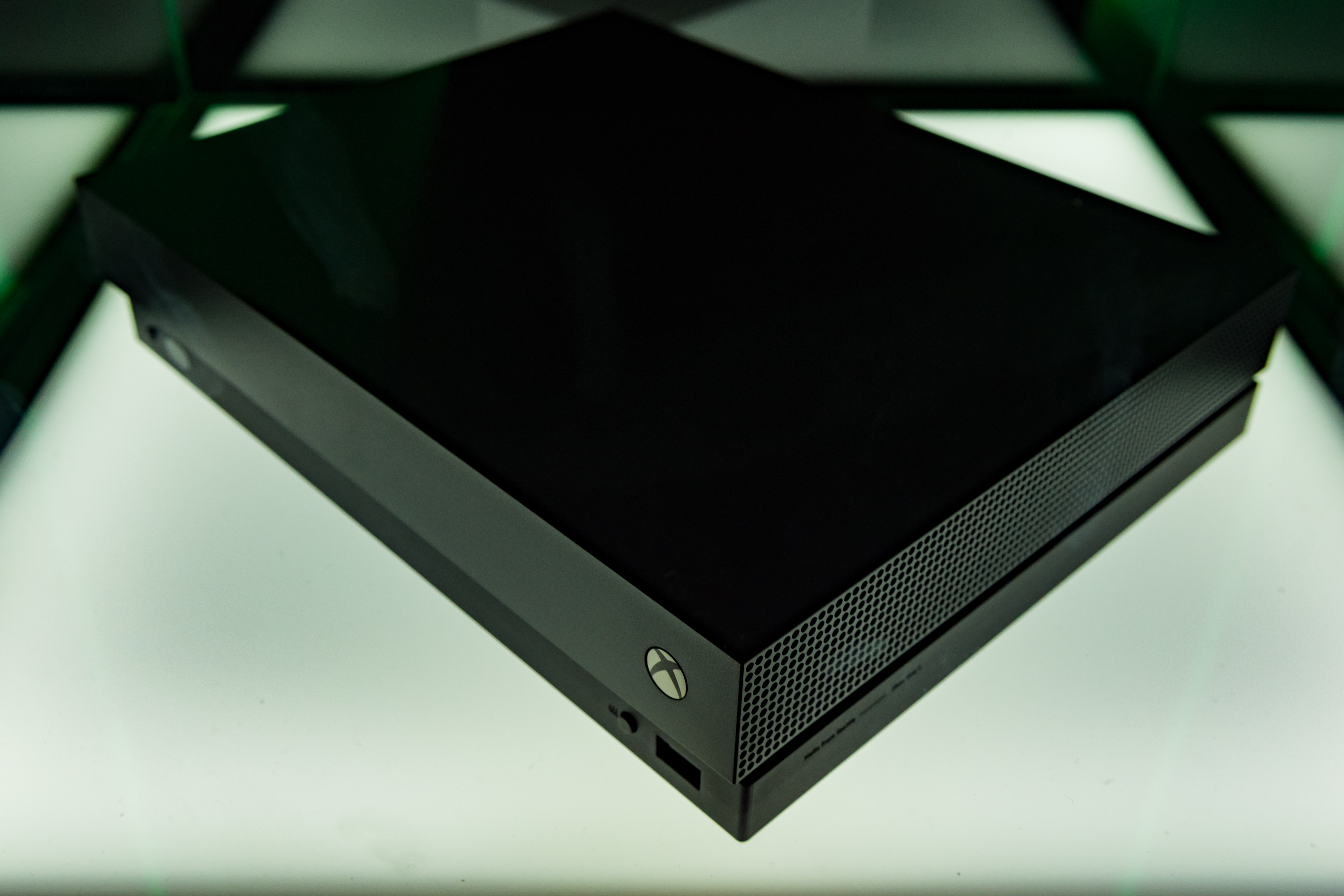
Máy Xbox One X

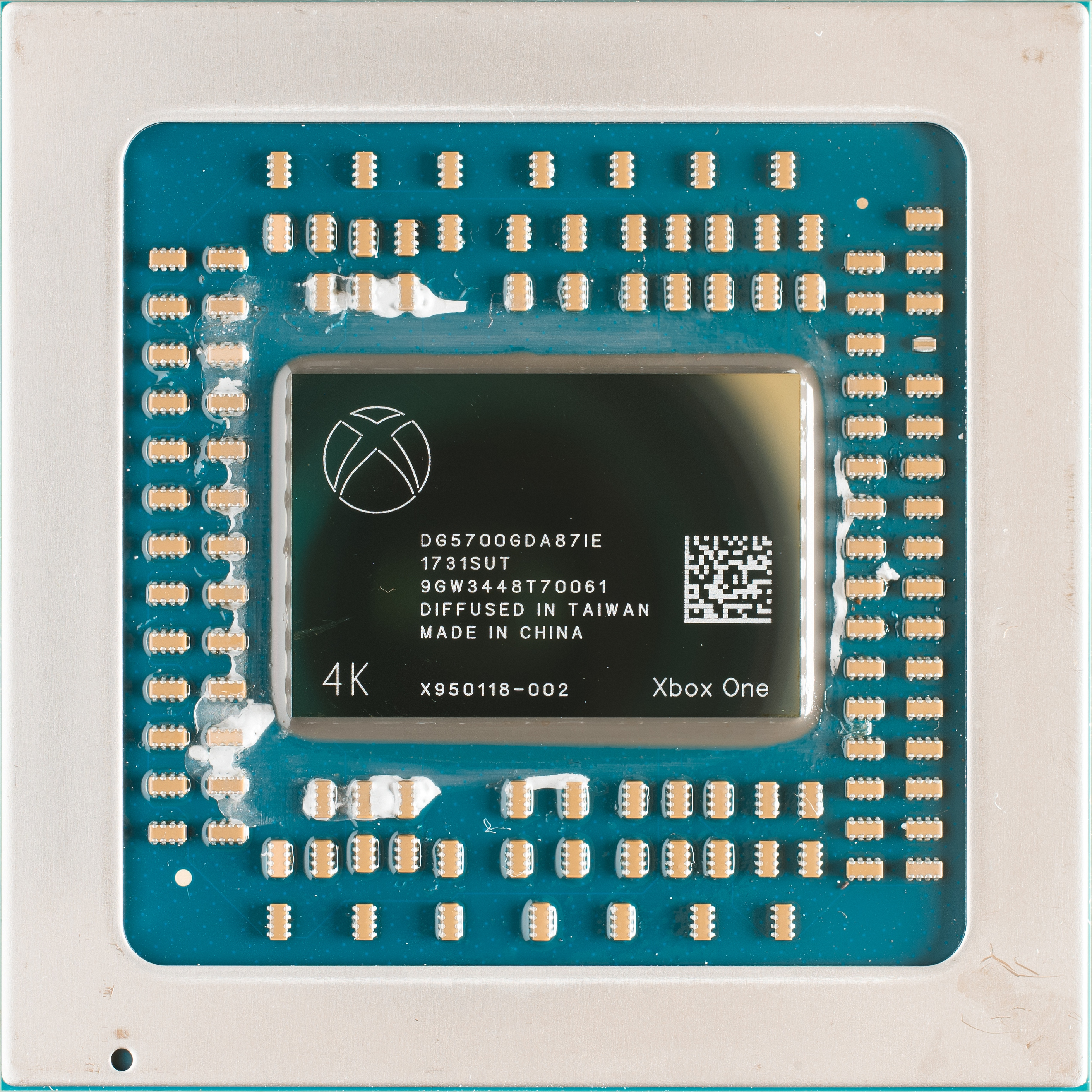
SoC của máy Xbox One X

Die shot của SoC